# Trychosis priesneri
Trychosis priesneri är en stekelart som beskrevs av Rossem 1971. Trychosis priesneri ingår i släktet Trychosis och familjen brokparasitsteklar. Inga underarter finns listade i Catalogue of Life.